# Premio Prešeren
El Premio Prešeren es la mayor condecoración en el campo de la creación artística de Eslovenia. Se concede desde el 8 de febrero de 1947, el día del aniversario del poeta France Prešeren. Se suele otorgar a un número variable de artistas e intelectuales eslovenos. 
El mismo día se conceden a seis artistas los premios de la Fundación Prešeren.